# Lawrence Klecatsky
Lawrence Joseph Klecatsky (South St. Paul, 11 de agosto de 1941-Sarasota, 13 de diciembre de 2018) fue un deportista estadounidense que compitió en remo. Ganó dos medallas en el Campeonato Mundial de Remo, bronce en 1977 y plata en 1980.

## Palmarés internacional
| Campeonato Mundial | Campeonato Mundial       | Campeonato Mundial | Campeonato Mundial      |
| Año                | Lugar                    | Medalla            | Prueba                  |
| ------------------ | ------------------------ | ------------------ | ----------------------- |
| 1977               | Ámsterdam (Países Bajos) | Medalla de bronce  | Scull individual ligero |
| 1980               | Malinas (Bélgica)        | Medalla de plata   | Doble scull ligero      |